# Eleocharis
Eleocharis es un género  de plantas fanerógamas de la familia Cyperaceae.   Comprende 653 especies descritas y de estas, solo 267 aceptadas.

## Descripción
Son especies, generalmente plantas acuáticas, que han reducido las hojas alrededor de la base de sus rígidos tallos en los cuales realiza la fotosíntesis en lugar de las hojas. Algunas especies tienen los tallos siempre sumergidos. Plantas anuales o perennes, acuáticas o de suelo húmedo; con culmos simples; plantas hermafroditas. Hojas reducidas a vainas en la base del culmo. Inflorescencia una espiguilla solitaria, terminal, sin brácteas; escamas glabras; perianto reducido a cerdas o a veces ausente; estambres (1–) 3; estilo bífido o trífido, con la base dilatada y persistente sobre el aquenio formando un tubérculo. Aquenio biconvexo o de sección triangular, en ocasiones muy obtusamente, apareciendo plano convexo o de sección circular.

## Taxonomía

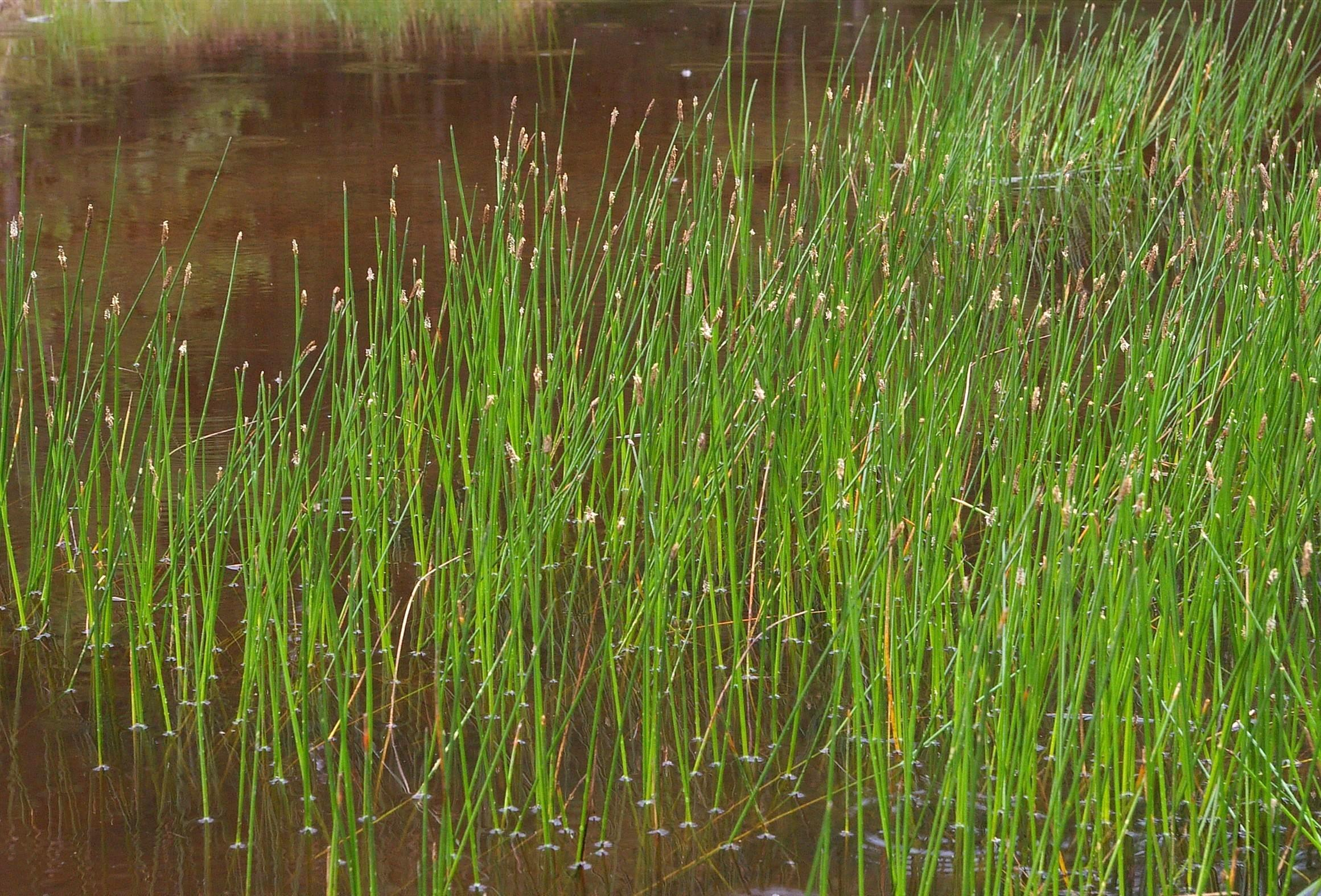
Eleocharis palustris creciendo en una zona de agua con baja profundidad.

El género fue descrito por Robert Brown y publicado en Prodromus Florae Novae Hollandiae 1: 224. 1810. La especie tipo es: Eleocharis palustris
Etimología
Eleocharis: nombre genérico que deriva del griego heleos o helos = "un pantano" y charis = "gracia, la belleza," por lo tanto "la gracia del pantano", en alusión a un hábitat de campo inundado.

## Especies seleccionadas
- Eleocharis acicularis (L.) Roem. & Schult.
- Eleocharis austrotexana M.C.Johnst.
- Eleocharis bartoliana De Not.
- Eleocharis bella Svenson
- Eleocharis blakeana L.A.S.Johnson & O.D.Evans
- Eleocharis boissieri Podp.
- Eleocharis caribaea (Rottb.) S.F.Blake
- Eleocharis cellulosa Torr. in Urb.
- Eleocharis coloradoensis (Britton) Gilly
- Eleocharis compressa H.Pfeiff. ex Sull.
- Eleocharis dulcis (nuez de agua china)
- Eleocharis geniculata
- Eleocharis macrostachya
- Eleocharis montevidensis
- Eleocharis mutata
- Eleocharis obtusa
- Eleocharis pachystyla
- Eleocharis palustris
- Eleocharis parvula
- Eleocharis quadrangulata
- Eleocharis rostellata
- Eleocharis tenuis